# 弗蘭德斯歷史區
弗蘭德斯歷史區（英語：Flanders Historic District）是位於美國康乃狄克州利奇菲爾德縣肯特境內的一個歷史區。

## 地理
弗蘭德斯的座標為41°44′22″N 73°27′25″W / 41.73944°N 73.45694°W，而該地的平均海拔高度為131米（即430英尺）。